# Sólveig Arnarsdóttir
Sólveig Arnarsdóttir (* 26. Januar 1973 in Island) ist eine isländische Schauspielerin.

## Leben
Sólveig Arnarsdóttir ist die Tochter des isländischen Schauspielerehepaares Arnar Jónsson und Þórhildur Þorleifsdóttir. Sie erlernte die Schauspielerei an der Hochschule für Schauspielkunst „Ernst Busch“ Berlin. Als Theaterschauspielerin war sie unter anderem am Nationaltheater Island, an der Isländischen Oper, am Isländischen Staatstheater und am Maxim Gorki Theater in Berlin tätig. Seit der Spielzeit 2014/2015 ist sie Ensemblemitglied am Hessischen Staatstheater Wiesbaden, wo sie bereits in der Vorsaison in Engel des Universums als Gast engagiert war. 2016 spielte sie in Mutter Courage und ihre Kinder in der Regie von Þorleifur Örn Arnarsson und in Puppenstube von Lillian Hellman in der Regie von Tilo Nest mit.
Einem breiteren deutschen Publikum wurde sie durch die Rolle der Uschi Jacobs in der ZDF-Kriminalfilmreihe Das Duo bekannt, die sie zwischen 2002 und 2006 verkörperte. Von 2006 bis 2012 spielte sie in der ZDF-Kriminalfilmserie Der Kommissar und das Meer Karin Jacobsson, die Assistentin des von Walter Sittler dargestellten Kommissar Anders. Zuletzt war sie 2014 in dem vierteiligen isländischen Fernsehkriminalfilm Hraunið zu sehen, der 2016 auch in der deutsch-synchronisierten Fassung mit dem Titel Lava ausgestrahlt wurde.
Sólveig Arnarsdóttir spricht neben ihrer Muttersprache Isländisch noch Dänisch, Norwegisch, Deutsch, Englisch und Spanisch. Die passionierte Reiterin beschäftigt sich in ihrer Freizeit mit Fechten, Skifahren und Tanzen. Für ihr Engagement zog sie von Reykjavík nach Wiesbaden.

## Filmografie (Auswahl)
- 1986: Stella i orlofi
- 1992: Ingalo im grünen Meer (Ingaló)
- 1999: Geschichten aus dem Nachbarhaus
- 1999: Zoe
- 2000: Hilflos
- 2001: Be.angeled
- 2001: Schluss mit lustig! (Fernsehfilm)
- 2001: Herz
- 2001: Regina
- 2003: September
- 2004: Tatort – Stirb und werde (Fernsehreihe)
- 2004: Zwischen Tag und Nacht
- 2005: Mätressen – Die geheime Macht der Frauen (Dokumentation, als Roxelane)
- 2002: Unser Papa, das Genie
- 2002–2006: Das Duo (Fernsehserie)
- 2006: Nichts als Gespenster
- 2007–2012: Der Kommissar und das Meer (Fernsehreihe) → siehe Episodenliste
- 2008: Heidin
- 2008: Unser Charly
- 2011: Freyja
- 2012: Pfarrer Braun – Ausgegeigt!
- 2014: Lava (Hraunið, Fernseh-Miniserie)
- 2017: Baumschlager
- 2018: Trapped II - Gefangen in Island (Fernsehserie, 10 Episoden)
- 2021: Katla (Fernsehserie, 8 Episoden)

## Auszeichnungen und Nominierungen
- 1993: Auszeichnung als beste Darstellerin beim Festróia – Troia International Film Festival für Ingaló
- 1993: Auszeichnung als beste Darstellerin beim Rouen Nordic Film Festival für Ingaló
- 2002: Nominierung als beste Nebendarstellerin bei den Edda Awards, Island für Regina